# John Barnes (labdarúgó)
John Charles Bryan Barnes, (Kingston, 1963. november 7.) jamaicai származású angol válogatott labdarúgó. Pályafutása legnagyobb sikereit a Liverpool FC
színeiben érte el.

## Sikerei, díjai
Liverpool FC
- Angol bajnok: 1987–88, 1989–90
- FA-kupa: 1988–89, 1991–92
- Ligakupa: 1994–95
- Charity Shield győztes: 1988, 1989, 1990

Egyéni
- Az év angol labdarúgója: 1988